# Homalotylus ferrierei
Homalotylus ferrierei är en stekelart som beskrevs av Hayat, Alam och Agarwal 1975. Homalotylus ferrierei ingår i släktet Homalotylus och familjen sköldlussteklar. Inga underarter finns listade i Catalogue of Life.